# Taubergießen
Taubergießen ist ein 1979 gegründetes und knapp 17 Quadratkilometer großes Naturschutzgebiet in den Oberrheinauen. Es befindet sich auf dem Gebiet der Gemeinden Rheinhausen im Breisgau, Rust, Kappel-Grafenhausen und Schwanau sowie dem gemeindefreien Gebiet Rheinau. Knapp 60 Prozent seiner Fläche sind Eigentum der französischen Gemeinde Rhinau. Das Gebiet ist Bestandteil des europäischen Schutzgebietsnetzes Natura 2000 und als Feuchtgebiet von internationaler Bedeutung auch Teil des grenzüberschreitenden Ramsar-Gebiets Oberrhein. Das rechtsrheinische Auengebiet liegt am südlichen Oberrhein im Naturraum Offenburger Rheinebene. Es ist ein zentraler Teil der nach dem Rheinausbau verbliebenen naturnahen Restaue, war aber seitdem bis zu den neuen wasserbaulichen Maßnahmen ab der Jahrtausendwende in dem Bereich das letzte Teilstück, in dem nahezu der gesamte Auenwald noch oberirdisch von Hochwasser erreicht und überflutet werden konnte. Taubergießen wurde 1979 zum Naturschutzgebiet erklärt und ist mit 1.697 Hektar eines der größten Schutzgebiete in Baden-Württemberg. Es hat eine Nord-Süd-Ausdehnung von mehr als 12 km und eine maximale Breite von etwa 2,5 km.

## Name
Der Name „Taubergießen“ rührt vom Taubergießen, einem der zahlreichen Gewässerläufe und -arme des Naturschutzgebiets, der im Norden des Gebietes verläuft und von rechts in den dem Rhein nahe folgenden Unterlauf der Elz entwässert. Unter „Gießen“ versteht man unterirdisch, also in direkter Verbindung mit dem Grundwasser, fließende Anteile des Stromes, die ab einer ausreichenden Absenkung der Talsohle wieder an die Oberfläche treten. Solche bilden sich in diesem Gebiet, dem mittleren Bereich des südlichen Oberrheins, besonders häufig. Als „taub“ bezeichnen Fischer nährstoffarme Gewässer mit geringem Fischbestand.

## Geographie

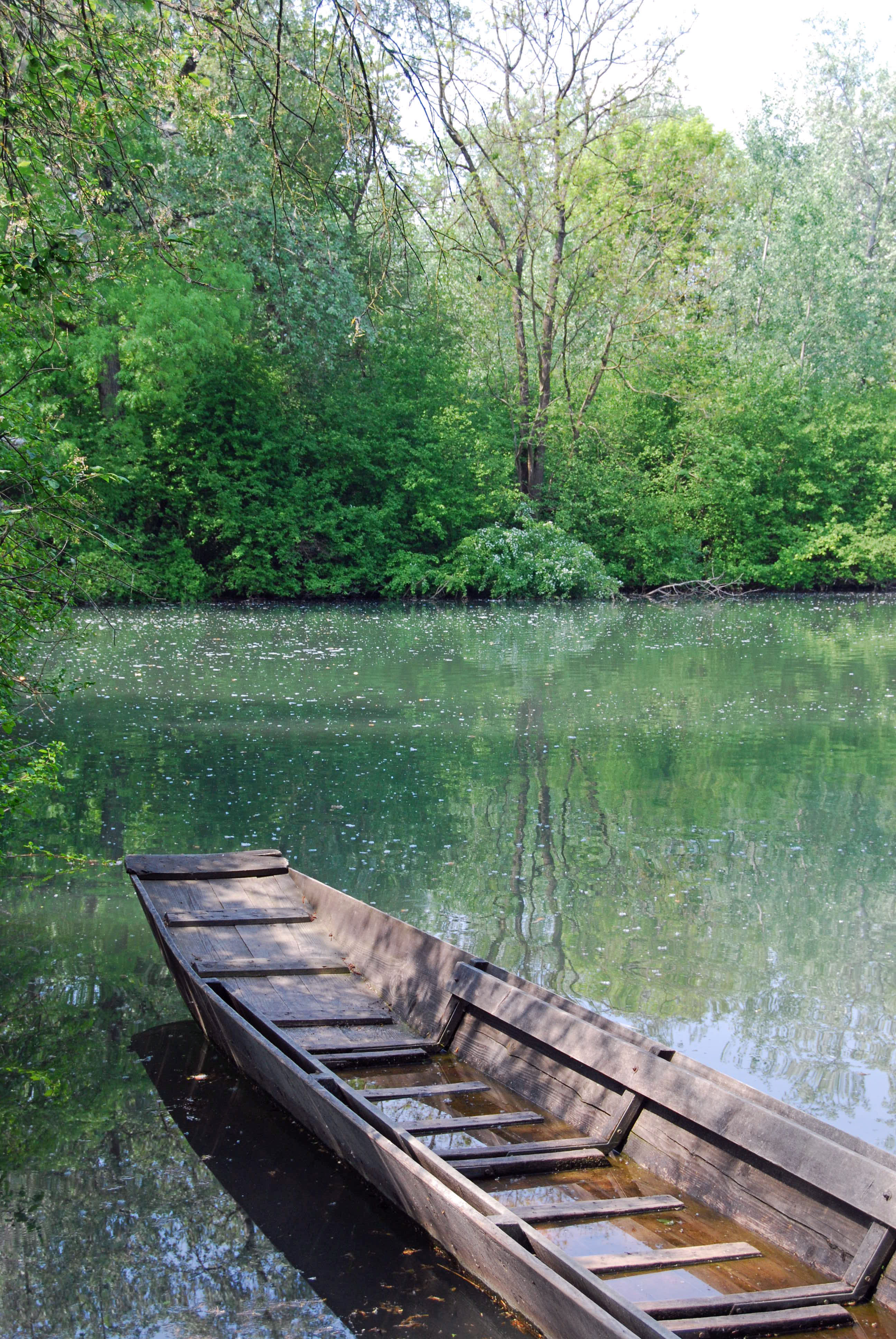
Taubergießen

Taubergießen liegt in der südlichen Oberrheinebene zwischen Freiburg im Breisgau und Offenburg in den Landkreisen Emmendingen und Ortenau, nahe der nordöstlich gelegenen Stadt Lahr und unmittelbar westlich der Gemeinden Kappel-Grafenhausen, Rust und Rheinhausen im Breisgau. Es findet sich im unmittelbaren östlichen Auenbereich des Rheins am Ufer des früher durch die Rheinbegradigung betroffenen Flusses, vom Leopoldskanal im Süden bis zur Vereinigung des Taubergießen mit den nordöstlich der Fähranlegestelle (Rheinübergang Rhinau-Kappel) an den Rheindeich stoßenden und diesen begleitenden Altrheinarmen kurz oberhalb südwestlich der Gemeinde Wittenweier.
Die westliche Grenze des Naturschutzgebietes liegt ab der Einmündung des Leopoldskanals in den Tulla-Rhein bis zur Nordspitze der Rhinauer „Flussinsel“ an der Staatsgrenze in der Rheinmitte. Bis zu dessen Nordgrenze berührt es somit auch die des gegenüberliegenden französischen Schutzgebiets Réserve naturelle de l’Ile de Rhinau (deckt nicht die gesamte Länge der „Insel“ ab). Ab dem schiffbaren Fluss (Vereinigung des Tulla’schen Bettes mit dem modernen Kanal (Schlinge)) liegt die Gebietsgrenze am Flussufer bzw. am inneren Deichfuß.
Im Osten bildet der Waldrand die Schutzgebietsgrenze, ab der Gemarkung Rust noch verdeutlicht durch den Hochwasserdamm. Ungefähr ab der Mitte des Gebiets auf Höhe der Zuckerbrücke über die blinde Elz, in der Nähe des Europaparks, rückt sie weiter nach Osten vor, an den Waldrändern entlang, und schließt so die Freiflächen im Kappeler Bereich ein. Die Grenze verläuft wiederum auf einem Deich bis jenseits der Straße Kappel - Rheinfähre und folgt im äußersten Nordosten des Gebiets wieder dem Waldrand und einem daran entlanglaufenden Fahrweg von Kappel nach Wittenweier.
Taubergießen gehört überwiegend zur Gemarkung der Gemeinden Kappel-Grafenhausen, Rust und Rheinhausen. Historisch bedingt sind 9,98 km² Grundbesitz der französischen Gemeinde Rhinau. Auf deutschem Staatsgebiet ist dieses „Stück Elsass in Deutschland“ als gemeindefreies Gebiet Rheinau eingeordnet. Durch die Begradigung des Rheins in der ersten Hälfte des 19. Jahrhunderts und die somit erstmalige Festlegung eines Fluss-Hauptbettes in dem Bereich wurde teilweise eine Veränderung des Grenzverlaufs zwischen Deutschland und Frankreich vorgenommen, die jedoch die durch den bis dahin wechselnden Verlauf des Flussbettes (bzw. der Flussbetten seiner Arme) entstandenen Besitzverhältnisse nicht veränderte.

## Schutzgebiete

### Kenndaten
Das Gebiet wurde bereits am 27. September 1979 als Naturschutzgebiet (NSG-Nr. 3.108) ausgewiesen und ist per Verordnung vom 8. April 1997 durch das Regierungspräsidium Freiburg in die Schutzgebietsnummer 3.233 aufgegangen. Das Naturschutzgebiet mit einer Fläche von 1.697 Hektar wird in die IUCN-Kategorie IV eingeordnet. Der CDDA-Code der World Database on Protected Areas (WDPA) lautet 165837.

### Zweck
Wesentlicher Schutzzweck des Naturschutzgebietes ist die Erhaltung und Entwicklung einer Rheinauenlandschaft, die heute nur noch teilweise überflutet wird, mit dem Rhein (Restrhein), der überfluteten Innenrheinmündung, den Altrheinarmen, Gießen, Uferzonen, Wäldern, Pfeifengraswiesen, Wiesen, trockenen Magerrasen und Hochwasserdämmen als
- Gebiet mit dem Vorkommen rheinauentypischer und artenreicher Tier- und Pflanzengemeinschaften;
- Lebensraum einer außergewöhnlich großen Anzahl seltener und gefährdeter, zum Teil vom Aussterben bedrohter Tier- und Pflanzenarten;
- naturhafter Ausschnitt einer reich strukturierten Flusslandschaft von besonderer Eigenart und Schönheit;
- Raum zur Entwicklung naturnaher Lebensgemeinschaften, wie sie für mitteleuropäische Flussauen charakteristisch sind;
- Feuchtgebiet von internationaler Bedeutung, vor allem unter Berücksichtigung des Vogelzuges
- Forschungsobjekt für die Wissenschaft.

Die im Rahmen des Integrierten Rheinprogramms des Landes Baden-Württemberg geplanten Maßnahmen zur regelmäßigen Wiederüberflutung auf einem Teil der ehemaligen Überflutungsaue und zur Verbesserung der Überflutungen in der bestehenden Überflutungsaue dienen dem Schutzzweck.

### Landschaftsschutzgebiete
Bereits am 11. Juni 1955 war das gesamte Gebiet Taubergießen durch das damalige Regierungspräsidium Südbaden als Landschaftsschutzgebiet ausgewiesen worden. Als 1979 das Naturschutzgebiet gebildet wurde, blieben drei kleinere Gebiete übrig und als Landschaftsschutzgebiete erhalten, die unter dem Namen Rheinwald Taubergießen östlich an das Naturschutzgebiet anschließen und es ergänzen. Im Landkreis Emmendingen bei Niederhausen liegt das LSG Nr. 3.16.005 mit 74 Hektar, im Ortenaukreis bei Rust und Kappel-Grafenhausen liegen mit der Nr. 3.17.003 zwei Teilgebiete mit 67 Hektar.

### Bann- und Schonwald
Vollständig innerhalb des Naturschutzgebietes liegen zwei durch Verordnung
der Körperschaftsforstdirektion Freiburg vom 12. Juli 2004 unter dem Namen Taubergiessen zusätzlich als Waldschutzgebiete ausgewiesene Flächen. Der Bannwald hat eine Größe von ca. 190,5 Hektar, der Schonwald von ca. 181,2 Hektar.

## Geschichte
Der Oberrheingraben entstand vor etwa 35 Millionen Jahren als Folge eines Grabenbruchs. Zwischen Basel und Frankfurt sank die Erdoberfläche ab, und die heute umgebenden Vogesen und der Schwarzwald traten hervor. Der Rhein fand dabei seinen Weg von den Alpen in die Nordsee. Später entstanden hier die Flussauen.

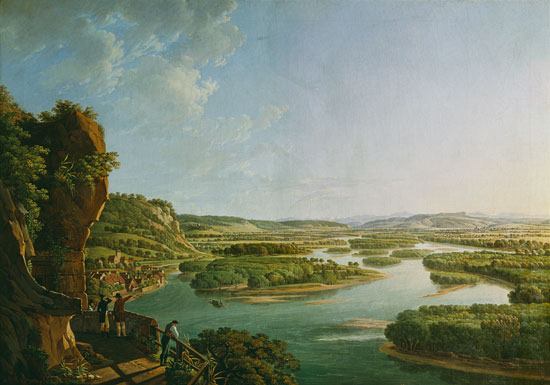
Blick vom Isteiner Klotz rheinaufwärts Richtung Basel (um 1830)

Zwischen Basel und ungefähr Rastatt liegt die sogenannte Furkationszone des Rheins, in der der Strom in mehrere Flussarme aufgespalten zahlreiche Inseln und Kiesbänke umfloss. Die Flussarme verlagerten sich durch Erosion und Sedimentation beständig. Zeitweise floss der Rhein östlich am Kaiserstuhl vorbei. Selbst durch Kies verschüttete Seitenarme wurden durch den hohen Grundwasserstand stetig neugefüllt. Bedingt durch den Transport von Geröll im Strom des Rheins kam es zu einer Anhebung der Talsohle und Vergrößerungen der überfluteten Flächen, zu reduzierten Strömungsgeschwindigkeiten und Versumpfungen.
Eine Besonderheit ergab sich in dem Gebiet bei Taubergießen. Während der Rhein in den kommenden Jahrtausenden nach der Eiszeit sich in den Schotter von Basel bis Weisweil hineinfraß und sich vertiefte, der Grundwasserspiegel schon zu dieser Zeit sank und die Auen in ihrer Breite austrockneten, blieb das Niveau des Rheins zwischen Weisweil und Meißenheim erhalten. Die Neigung war unverändert, der Strom floss weiterhin schnell. Damit war dort eine Grundlage für ein breites Auwaldgebiet geschaffen.
Der Rhein fand reichliche, großflächige Retentionsgebiete, die die bei Hochwasser anfallenden Wassermengen aufnehmen konnten. Er war somit stetig eine Gefahr für Vieh, Landwirtschaft und Mensch. Die von Johann Gottfried Tulla und seinen Nachfolgern im 19. Jahrhundert durchgeführte Rheinbegradigung zwang den Rhein erstmals in ein festes Bett, und zusätzlich wurde ein Hochwasserdamm durch den Auwald gezogen. Die Flussaue war somit in zwei Zonen aufgeteilt: eine dem Rheinufer naheliegende Zone, die noch periodisch überflutet wurde, und eine Zone östlich des Damms, die vom Strom des Rhein abgeschnitten wurde.
Die Begradigung brachte eine signifikante Laufzeitverkürzung mit sich, die Länge der Strecke von Basel nach Bingen wurde um 81 Kilometer reduziert. Als Folge erhöhte sich die Neigung des Flussbettes; die Strömungsgeschwindigkeit nahm zu und damit auch die Kräfte, die insbesondere zu einer Tiefenerosionen führten. Das Niveau des Rheins nahm zu Beginn des 20. Jahrhunderts bei Istein um bis zu 7 Meter ab. Damit sanken der Hochwasser- und der Grundwasserspiegel, Nebenarme des Rheins blieben selbst bei Hochwasser ohne Wasser, die bisher von den Schlingen durchzogenen Gebiete wurden trockengelegt, und die für die Landwirtschaft nutzbaren Flächen vergrößerten sich, die Auwälder gingen zurück.
Die Rheinregulierung und der Bau des Rheinseitenkanals zur Stromerzeugung von Weil am Rhein bis nach Breisach führten zu einer weiteren Grundwasserabsenkung. Eine landwirtschaftliche Nutzung der Auen wurde unmöglich. Man entschied sich zu einer Schlingenlösung, einer Teilkanalisierung. Ab Breisach sollte der Schifffahrtsweg abwechselnd zwischen dem Rhein und dem Kanal verlaufen. Durch Aufstauungen am Kraftwerk Gerstheim im Norden, Flutungen und die Einrichtung eines durchgängigen Wasserlaufs des Altrheins konnte der Grundwasserspiegel wieder angehoben werden.
Im Rahmen des 2006 gestarteten Projektes Revitalisierung Taubergießen und mit Beginn der Baumaßnahmen 2007 wurden Durchlässe gegraben, Furte angelegt, Brücken errichtet und ältere Bauwerke umgestaltet. Diese Maßnahmen verhindern insbesondere bei Niedrigwasser die weitere Verschlammung der Gebiete, erhöhen die Fließgeschwindigkeiten und sorgen für häufigere Durchströmungen. Im Jahr 2008 wurde Taubergießen in die Ramsar-Konvention aufgenommen.

## Böden
Der Grabenbruch brachte eine Absenkung der Erdoberfläche und der geologischen Schichten aus Buntsandstein, Muschelkalk und Jura. Bedingt durch die Schmelze der Gletscher vor mehr als 10.000 Jahren nach der letzten Eiszeit führte der Strom des Rheins im Gebiet von Taubergießen zu Ablagerungen von Schutt und Schotter, später von feineren Kies aller Korngrößen, Sand sowie Ton und Lehm. Durch fruchtbare Böden wurde die Grundlage für eine Vegetation geschaffen.
Die dem Rheinufer naheliegende Zone konnte nach der Rheinrektifikation noch periodisch überflutet werden, jedoch trat das Wasser über tiefere Furten und Durchlässe in die Aue ein, überflutete den Wald großflächig und ohne die ehemalige Kraft. Die sich daraus entwickelnde niedrigere Strömungsgeschwindigkeit beeinflusst das Transportvermögen des Wassers. Je geringer die Geschwindigkeit ist, desto größer wird das Transportvermögen von feineren Materialien wie Feinsand und Schlick. Damit erleichterte die aufkommende Vegetation das Absetzen von Schlamm aus dem Strom und das Wachstum von Bäumen und Sträuchern, die wiederum durch den Zerfall des Laubs zur Entstehung der Böden beitrugen. Der größte Anteil der Böden besteht aus Lehmschlick auf einer Grundlage von Kies, Sandschlick und Verlandungsboden.
Im Bereich der durch den Hochwasserdamm vom Rhein abgetrennten Zone, die früher nur während der Sommerhochwässer überflutet wurde, kam es zu einer Entkalkung und zur Entwicklung des Bodentyps Vega.

## Gewässer

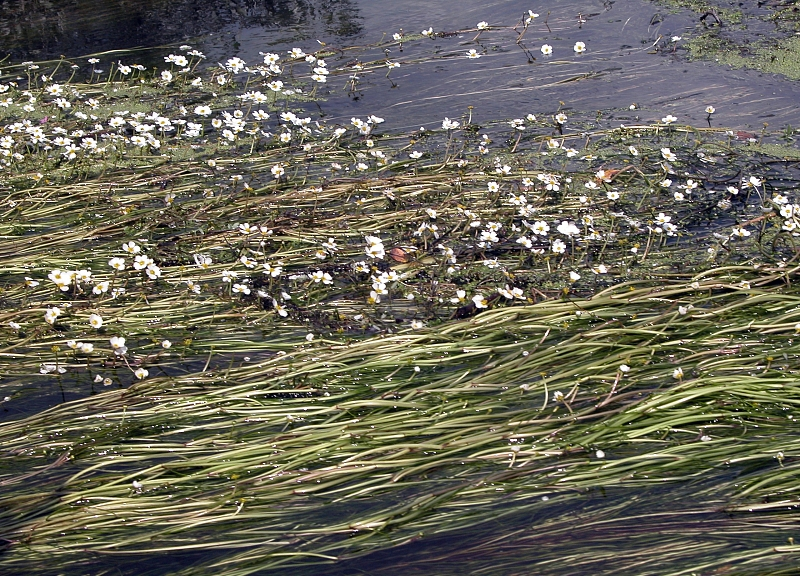
Taubergießen - Flutender Hahnenfuß

Das Gebiet wird durch den Durchgehenden Altrheinzug versorgt, das meiste Wasser darin wird bereits ab Breisach vom Rhein abgezweigt. Der westliche Zug wird Kleiner Rhein genannt und erhält an mehreren tiefergelegten Einlässen (Furten) Wasser vom Restrhein, sodass auch schon niedrige Hochwässer das Gebiet überfluten. Der östliche Arm des Altrheinzugs sowie die im nördlichen Bereich verlaufende Blinde Elz sind für Bootsfahrten freigegeben.
Kleinere und größere Arme, die mit klarem Wasser gefüllt sind, werden Gießen genannt. Sie werden meistens mit durch den Kies gefiltertem und aus dem Schwarzwald kommendem Grundwasser oder durch Rheinwasser gefüllt. In der Regel sind sie nährstoffarm und aufgrund der fehlenden Turbulenzen auch sauerstoffarm. Der größte Gießen ist das Blaue Loch (Lage). Aus ihm geht als Arm der Taubergießen hervor, wohinein auch die Blinde Elz mündet. Der Taubergießen entspringt auf Gemarkung der Gemeinde Kappel in den Orchideenwiesen des „G’Schleder“ und liegt östlich des Hochwasserdamms gelegen noch im Schutzgebiet.
Der Grundwasserspiegel wirkte sich in Taubergießen selbst nach der Rheinrektifikation kaum nennenswert aus, er wurde sogar höher. Ein Grund ist in diesem Rheinabschnitt der sehr weit östlich verlaufende Hochwasserdamm, teilweise mehr als einem Kilometer vom Rheinverlauf entfernt. Die nördliche Staustufe Gerstheim bewirkte eine weitere Aufstauung des Innenrheins mit Einfluss bis auf das mittlere Schutzgebiet. Der Spiegel sank jedoch nach dem Bau des Hochwasserdamms im 19. Jahrhundert östlich davon in den meist landwirtschaftlich genutzten und ehemaligen Altrheingebieten.

## Flora und Fauna

### Flora
Etwa 60 Prozent des Areals sind mit Wald bestückt, der Rest wird landwirtschaftlich als Grünland genutzt. Die weitläufige Landschaft ist von zahlreichen Wasserläufen durchzogen. Seltene Orchideen wie die Hummel- und Spinnenragwurz gedeihen hier. Anfang Mai 2019 wurden Knollen eben dieser Orchideen ausgegraben, in Verdacht gerieten sowohl Wildschweine als auch Menschen. Es wird vermutet, dass ca. 3.000 Knollen entwendet worden sind, deren Wert auf 250.000 bis 300.000 Euro geschätzt wird. "Es war nach unseren Informationen das größte Vorkommen dieser Orchideenart in Deutschland und auch einmalig in Europa", erklärte Naturschützerin Silke Keil. Nach dem Diebstahl erhoben Naturschützer schwere Vorwürfe gegen das Regierungspräsidium. Nachdem die Polizei zu dem Schluss kam, dass Wildschweine die Orchideen "ausgegraben" hatten, stellte die Staatsanwaltschaft Mitte August das Verfahren ein. Auch das Regierungspräsidium leitete eine Untersuchung ein, erklärte aber, es sei nicht möglich, das Naturschutzgebiet hinreichend vor Dieben zu schützen. Das will unter anderem den Einsatz eines Rangers prüfen.

### Fauna
Das Naturschutzgebiet mit seinen Wäldern, Wiesen, Pfeifengraswiesen, trockenen Magerrasen und Hochwasserdämmen dient als Lebensraum für zahlreiche zum Teil vom Aussterben bedrohte Tierarten. Es folgt eine unvollständige Auflistung der in Taubergießen vorkommenden Tierarten.

#### Insekten

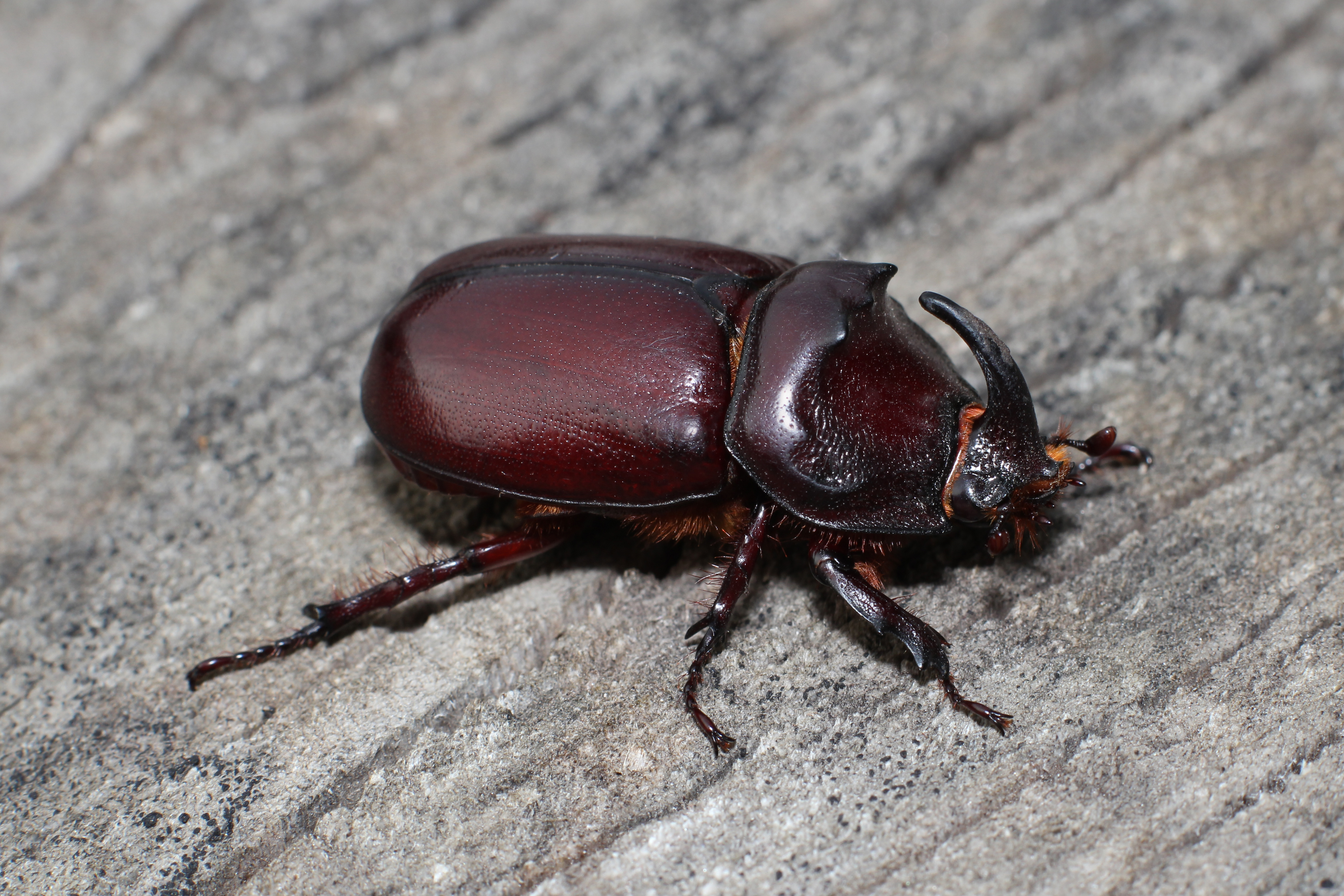
Nashornkäfer

- Käfer sind mit über 350.000 beschriebenen Arten in 179 Familien die weltweit größte Ordnung aus der Klasse der Insekten. In Taubergießen werden etwa 1000 der Käfer gezählt, u. a. auch Arten, die sonst nur in Südeuropa vorkommen. Einige besonders markante und bekannte Käfer: Der Hirschkäfer gehört zu den größten und auffälligsten Käfern in Europa, auch aufgrund der geweihartig vergrößerten männlichen Oberkiefer. Der Rosenkäfer ist im Frühling auf Heckenrosen und Holundergebüschen anzutreffen. Der Nashornkäfer ist eine in Deutschland besonders geschützte Tierart. Das Gift des Ölkäfers, Cantharidin, ist unter dem Namen „Spanische Fliege“ bekannt. Der Erdbock kommt auf wenig bewachsenem Trockenrasen vor.

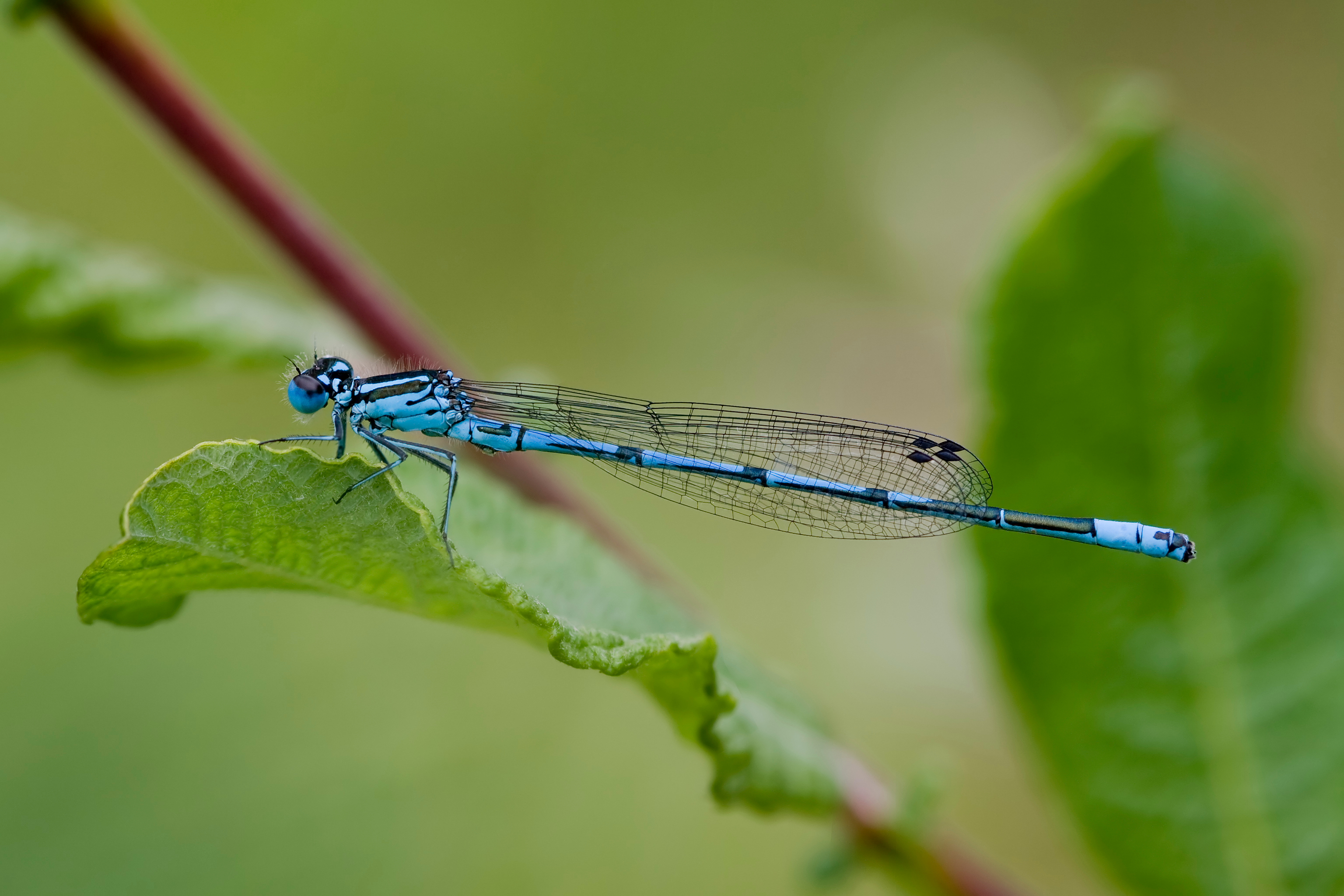
Hufeisen-Azurjungfer

- Libellen zeichnen sich durch einen außergewöhnlichen Flugapparat aus, der es ihnen erlaubt, ihre beiden Flügelpaare auch unabhängig voneinander bewegen zu können. Von weit über 5000 bekannten Arten treten in Mitteleuropa nur etwa 85 auf, davon allein ca. 40 in Taubergießen. Sie sind Räuber, die ihre Beutetiere im Flug fangen, und attackieren beinahe wahllos alle Tiere, die sie überwältigen können. Die Beute der Libellen besteht im Wesentlichen aus anderen Insekten. Eine Auswahl: Die Blaugrüne Mosaikjungfer gehört zu den häufigsten und am weitesten verbreiteten Großlibellen Europas und ist in den Monaten Juli bis Oktober an stehenden Gewässern aller Art anzutreffen. Der Große Blaupfeil kann häufig beobachtet werden und bevorzugt offene, sonnenexponierte Wasserflächen und Uferzonen. Die Feuerlibelle war ursprünglich in den warmen Regionen Südeuropas, Afrikas und Vorderasiens verbreitet und kann während der Sommermonate beobachtet werden. Die Frühe Adonislibelle kommt im Schutzgebiet nur selten vor und bevorzugt Weiher oder langsam fließende Bäche an einer dichten Ufervegetation. Die Hufeisen-Azurjungfer ist im Gebiet die häufigste Libellenart und verdankt ihren Namen dem hufeisenförmigen schwarzen Mal, das auf dem zweiten Hinterleibssegment des Männchens zu finden ist. Die Gebänderte Prachtlibelle ist im gesamten Naturschutzraum vorzufinden. Für die Gemeine Keiljungfer ist ein wichtiger Faktor für die Besiedlung ihrer Lebensräume ein relativ feines, meist sandiges oder schluffiges Substrat als Lebensraum für die Larven.
- Schmetterlinge sind in Deutschland mit etwa 3700 Arten vertreten, über 400 davon sind in Taubergießen vorzufinden. Eine der wichtigsten Eigenschaften der überwiegend pflanzenfressenden Schmetterlinge ist, dass sie die Fähigkeit haben, sich einem weiten Spektrum von Umweltbedingungen anzupassen. Allerdings stellt jede Schmetterlingsart vielfältige, artspezifische Ansprüche an die Eigenschaften ihrer Umwelt. Nur wenn diese erfüllt sind, können die Tiere überleben. Im Schutzgebiet kann man sie meist bei den Hochwasserdämmen, auf den Wiesen und auf Waldwegen antreffen. Einige Beispiele aus der Familie der Schmetterlinge und ihre anzutreffenden Arten sind:

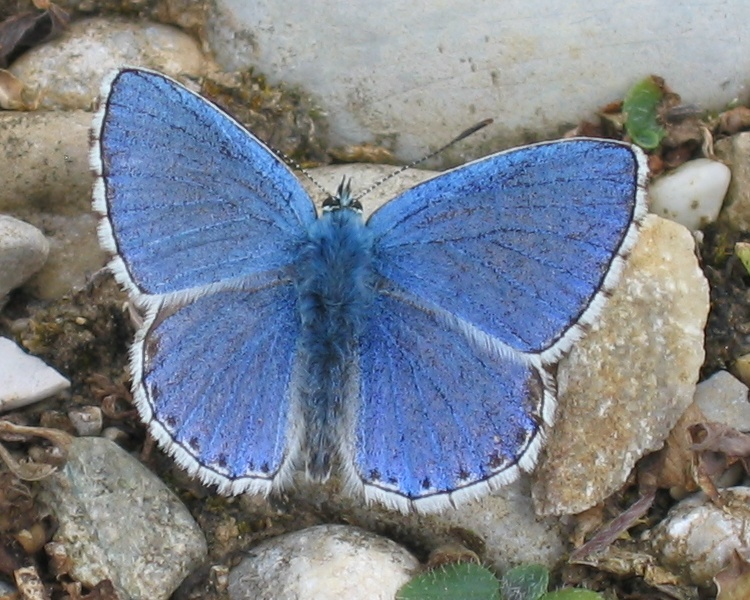
Himmelblauer Bläuling

  - Himmelblauer Bläuling Bläulinge (Lycaenidae) – Der Himmelblaue Bläuling benötigt für seine Raupen den Hufeisenklee als Hauptnahrung. Der Zwerg-Bläuling verdankt seinen Namen seiner auch für Bläulinge geringen Körpergröße. Die Raupen ernähren sich von Wundklee. Der Große Feuerfalter lebt in Mooren und auf Feuchtwiesen, vor allem in Flusstälern großer Flüsse. Er bevorzugt zudem kleinere Schilfrohrbestände oder erhöhte Stängel, auf denen er sich sonnen kann.

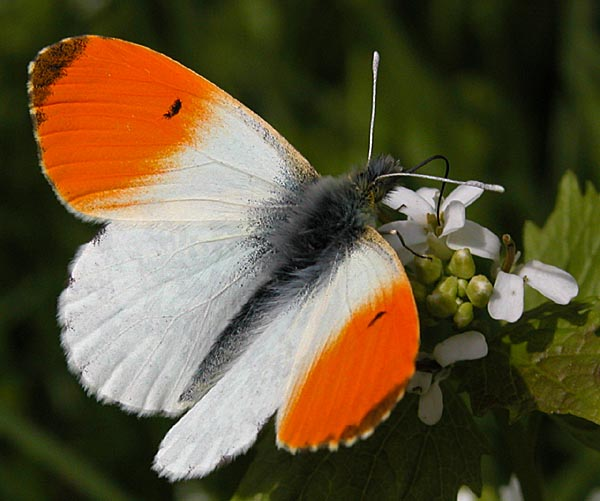
Aurorafalter (Männchen)

  - Aurorafalter (Männchen) Edelfalter (Nymphalidae) – Der Admiral ist ein bekannter Wanderfalter. Seine Raupen ernähren sich ausschließlich von Großen Brennnesseln. Der C-Falter mit der weißen, C-ähnliche Zeichnung ist selten anzutreffen. Der Distelfalter kommt seltener als der Admiral vor, man findet ihn aber, wo Disteln wachsen. Den Kleinen Eisvogel und den selten vorkommenden Großen Eisvogel trifft man bei Espen oder Schwarz-Pappeln an. Der Große Schillerfalter und der Kleine Schillerfalter ähneln einander sehr und sind bei Weiden und Pappeln anzutreffen. Der Kleiner Fuchs kommt ebenfalls zahlreich vor. Das Große Ochsenauge lebt an offenen, trockenen bis leicht feuchten Orten. Das Landkärtchen kommt im Gebiet nicht häufig vor; den Namen verdankt er der Zeichnung der Flügelunterseiten. Das Tagpfauenauge ist zahlreich vertreten und verfügt über einen sehr wirksamen Schutz gegen seine Fressfeinde. Der Trauermantel saugt überwiegend an Baumsäften und Fallobst. Das Waldbrettspiel bevorzugt lichte, warme laubholzreiche Wälder.
  - Pfauenspinner (Saturniidae) – Das Kleine Nachtpfauenauge hat keine Mundwerkzeuge und kann daher nur wenige Tage leben. Es wurde zum Schmetterling des Jahres 2012 gewählt.
  - Ritterfalter (Papilionidae) – Der Schwalbenschwanz lebt in bis zu drei Generationen in sonnigem und offenem Gelände wie z. B. auf mageren Grünlandbeständen und auf Trockenrasen.
  - Weißlinge (Pieridae) – Der Baumweißling kommt in sonnigen gebüschreichen Lagen vor. Er zeigt eine Vorliebe für das offene Gelände mit Disteln. Der Aurorafalter lebt auf mageren und trockenen Wiesenbereichen oder auch auf Feuchtwiesen sowie in lichten und feuchten Wäldern. Die Männchen des Postillons haben eine orangegelbe Flügeloberseite mit einer breiten dunklen Randbinde. Er fliegt von April/Mai bis in den späten Herbst in mehreren Generationen.

#### Amphibien

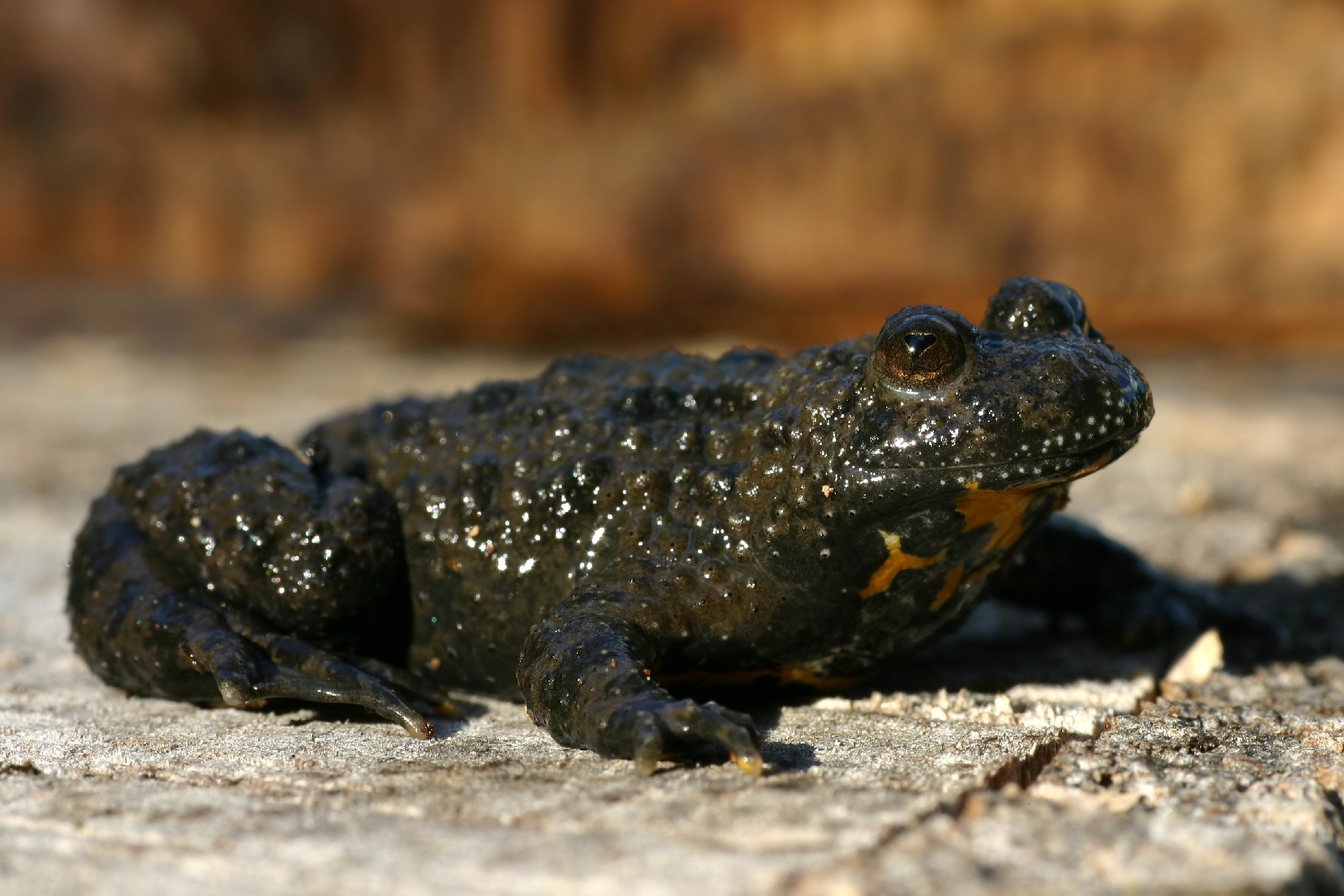
Gelbbauchunke

Die Auen bieten gerade für zahlreiche Amphibien hervorragende Lebensbedingungen. Amphibien sind unter anderem wegen ihrer durchlässigen Haut und wegen ihrer Eigenschaft als Bewohner von Biotopkomplexen anfälliger als viele andere Tiergruppen gegenüber schädigenden Umwelteinflüssen und -veränderungen. Von den 20 in Deutschland vorkommenden Arten konnten im Gebiet 10 nachgewiesen werden: die auf der Bauchseite mit einer leuchtend gelben Warnfärbung versehenen Gelbbauchunke, die mit warzigen Hautdrüsen übersäten Körper der Erdkröte, die wenig bekannte und als Lurch des Jahres 2007 gekürte Knoblauchkröte, die im Gebiet nicht so zahlreich vorkommende Kreuzkröte, der regelmäßig anzutreffende Kammmolch, der unter dem Sammelbegriff „Braunfrösche“ geführte Grasfrosch und der Moorfrosch, der bekannte Laubfrosch, der mit einer spitzen Schnauze versehene Springfrosch und der auf dem Rücken oft unregelmäßig mit dunklen Punkten oder Flecken versehene Wasserfrosch.

#### Reptilien

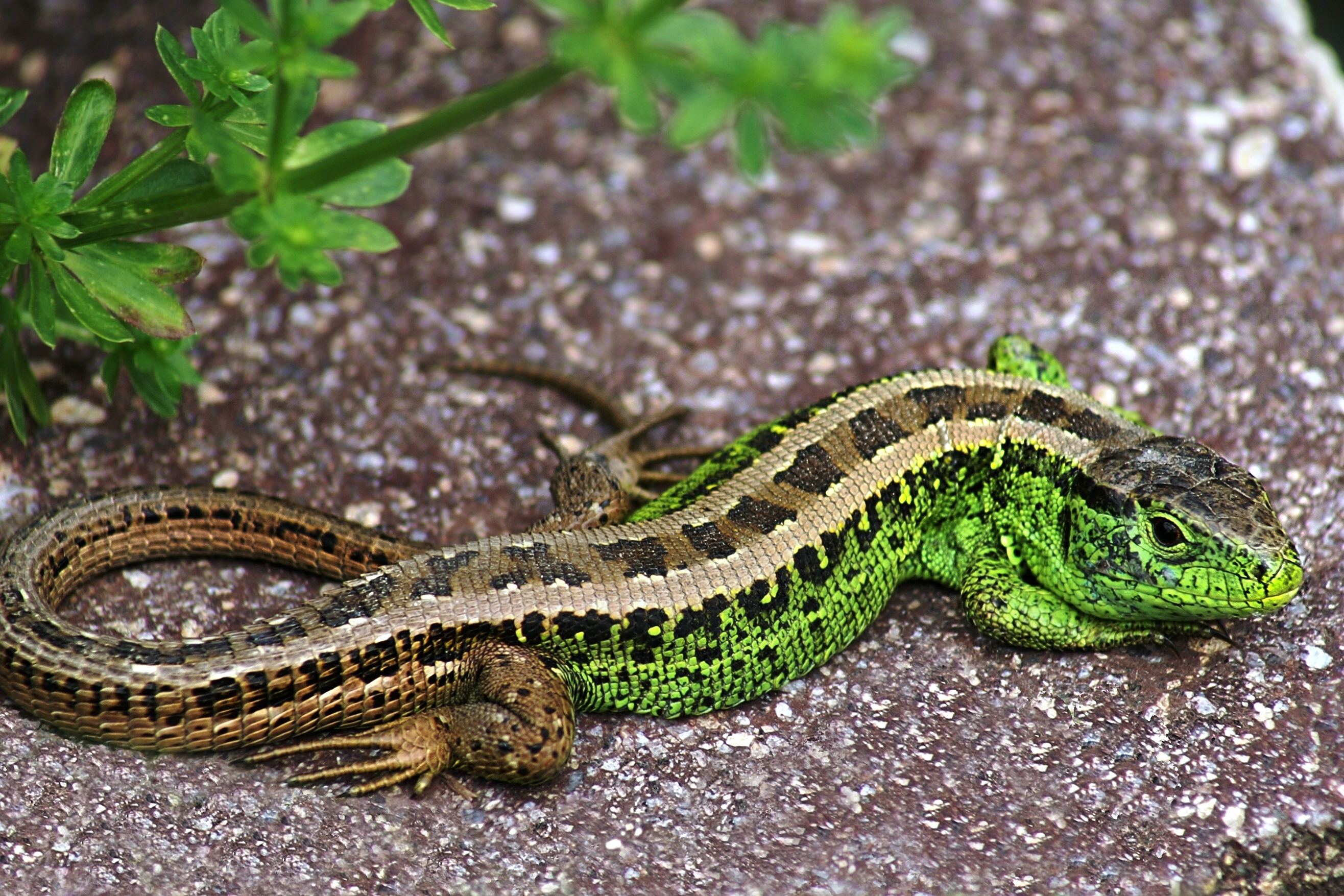
Zauneidechse

Reptilien oder Kriechtiere bilden mit über 9.500 Arten eine Klasse der Wirbeltiere. Sie besitzen einen Schwanz, Hornschuppen-Haut und vier Beine (bei Schlangen und einigen Echsen zurückgebildet). Sie sind Lungenatmer. Einige wenige Reptilien finden sich im Schutzgebiet.
- Nattern (Colubridae) – Die Ringelnatter lebt meist in der Nähe von Gewässern und ernährt sich überwiegend von Amphibien. Sie ist für Menschen vollkommen ungefährlich.
- Schleichen (Anguidae) – Die Blindschleiche ist eine Echsenart innerhalb der Familie und kommt nicht selten im Gebiet vor.
- Halsbandeidechsen (Gattung Lacerta) – Die Zauneidechse ist häufig auf den Trockenwiesen anzutreffen.

#### Vögel
Man geht davon aus, dass im Schutzgebiet weit über 200 Arten vorkommen; davon zählen über 50 zu den gefährdeten Arten.
Nach der Rheinregulierung, der damit verbundenen Schlingenlösung und durch die errichtete Staustufe Gerstheim kam es zu einem Rückstau von Wasser flussaufwärts ab Kappel. Dabei entstand südlich eine seenartige Landschaft, die für viele Vögel zu einem Gebiet zur Überwinterung wurden. Im Restrhein nahm die Strömungsgeschwindigkeit ab, sodass Wasservögel bessere Verhältnisse vorfanden. Einige Arten haben allerdings ihre Brutplätze verloren.

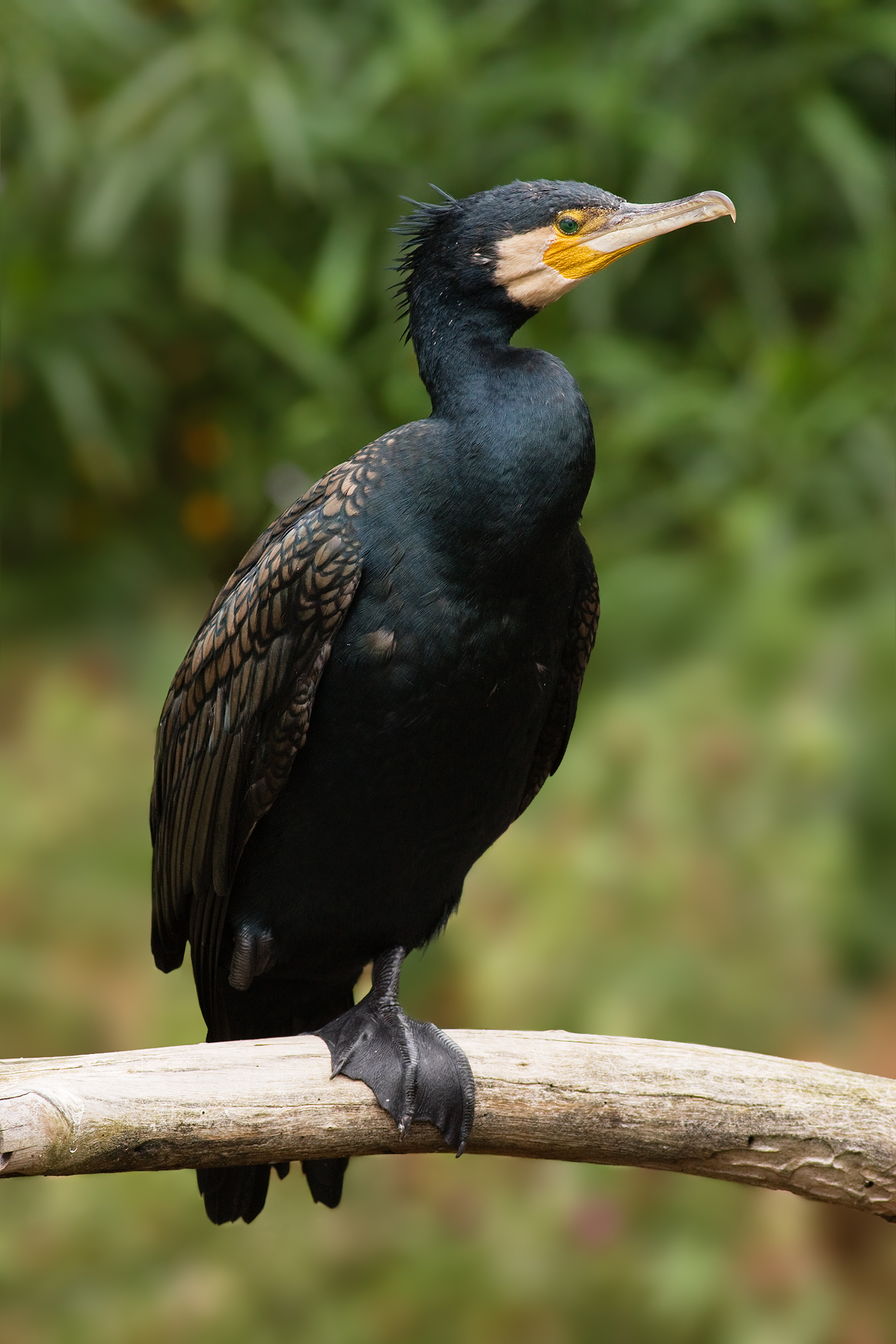
Kormoran

- Kormoran Wintergäste – Das sind Vögel, die als Zugvögel in einem Gebiet vorkommen, aber dort nicht brüten.
  - Entenvögel – Unter anderen gastieren hier zahlreiche Entenarten wie z. B. die im Gebiet häufig als Wintergäste vorkommenden Pfeifente, Krickente, Tafelente, Reiherente und vor allem die Stockente. Aber auch andere Entenarten wie die Schnatterente, Knäkente, Löffelente, Moorente, Bergente, Kolbenente, Eiderente, Eisente, Trauerente, Samtente und die Schellente sind während der Wintermonate in Taubergießen anzutreffen. Der Singschwan ist selten als Wintergast, der Höckerschwan ist auch Sommergast.
  - Gänse – Des Weiteren wurden Gänse der Arten Waldsaatgans, Blässgans, Graugans und die Brandgans im Gebiet nachgewiesen.
  - Lappentaucher – Aus dieser Familie wurden der Haubentaucher und der Rothalstaucher als Wintergast gesichtet.
  - Kormorane – Der Kormoran ist seit mehr als 40 Jahren Wintergast. Die Nahrung besteht wie bei allen Vertretern der Gattung Phalacrocorax fast ausschließlich aus Fisch. Der Kormoran wird somit als vermeintlicher Nahrungskonkurrent des Menschen in Europa massiv verfolgt. Er war im mitteleuropäischen Binnenland zeitweise fast ausgerottet. Der Kormoran war in Deutschland Vogel des Jahres 2010.
  - Möwen – Unter den Möwen kommt die Lachmöwe zu allen Jahreszeiten im Gebiet sehr häufig vor. Die Silbermöwe und die Sturmmöwe sind als Jahresgast seltener vorzufinden.
  - Reiher – Der Graureiher ist der bekannteste Vertreter der Reiher und auch im Sommer zu Gast.

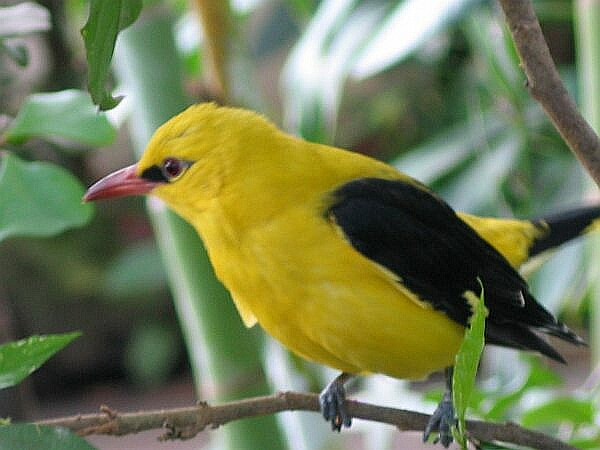
Pirol

- Pirol Vögel im Auwald – Die Populationsdichte der Vögel ist im Auwald am größten. Einige Familien der Vögel sind:
  - Grasmückenartige – Die Mönchsgrasmücke ist die häufigste Grasmücke in Mitteleuropa und die am häufigsten vorkommende Vogelart in Taubergießen. Aus der gleichen Familie sind noch der Fitis und der Zilpzalp sehr häufig vertreten.
  - Drosseln – Die Amseln und Singdrosseln kommen aus dieser Familie sehr häufig vor. Die Wacholderdrossel ist ein häufiger Wintergast. Die Misteldrossel und die Rotdrossel sind vereinzelte Wintergäste.
  - Eisvögel – Ganze 190 Brutpaare wurden 2015 in Baden-Württemberg gezählt, einige davon nisten in denTaubergießen.[13][14] 2009 wurden noch 300–400 Paare gezählt.[15]
  - Fliegenschnäpper – Das Rotkehlchen ist aus dieser Familie die am häufigsten vorkommende Art. Die Nachtigall ernährt sich von Insekten und ihren Larven, Würmern oder Raupen und ist auch häufig im Gebiet vertreten.
  - Finken – Der Buchfink ist der klassische Vertreter der Finken im Gebiet. Der Bergfink, der Grünling, der Hänfling und der Gimpel sind häufige Wintergäste.
  - Greifvögel – Zahlreiche und teilweise auch selten vorkommende Vögel aus der Ordnung der Greifvögel sind im Gebiet vertreten: Der Mäusebussard ist nicht gefährdet und ein mittelgroßer, kompakter Greifvogel. Er ist auch Wintergast. Der Wespenbussard ist so groß wie ein Mäusebussard, aber seltener vertreten. Weitere seltene Greifvögel sind der Habicht, der Rotmilan, der Schwarzmilan, die Rohrweihe, die Kornweihe, die Wiesenweihe, der Fischadler, der Schreiadler, der Schlangenadler, der Baumfalke und der Turmfalke.
  - Kuckucke – Der Kuckuck frisst fast ausschließlich Insekten, er kommt häufig vor.
  - Meisen – Aus dieser Familie kommen die Blaumeise und die Kohlmeise sehr häufig vor.
  - Pirole – Der Pirol ist ein charakteristischer Vogel lichter Auenwälder, Bruchwälder und gewässernaher Gehölze. Er ist eine in Deutschland besonders geschützte Art.
  - Spechte – Aus der Familie der Spechte sind sechs Arten dieser Brutvögel im Gebiet anzutreffen: der Buntspecht, der Mittelspecht, der Kleinspecht, der Grauspecht, Grünspecht und der Schwarzspecht. Die meisten Arten ernähren sich von Insekten, die sie in oder unter der Baumrinde beziehungsweise Borke oder in morschem Holz finden.
  - Stare – Der Star ist sehr häufig vertreten.
  - Zaunkönige – Der Zaunkönig ist ebenfalls sehr häufig vertreten.

## Besuch und Anfahrt

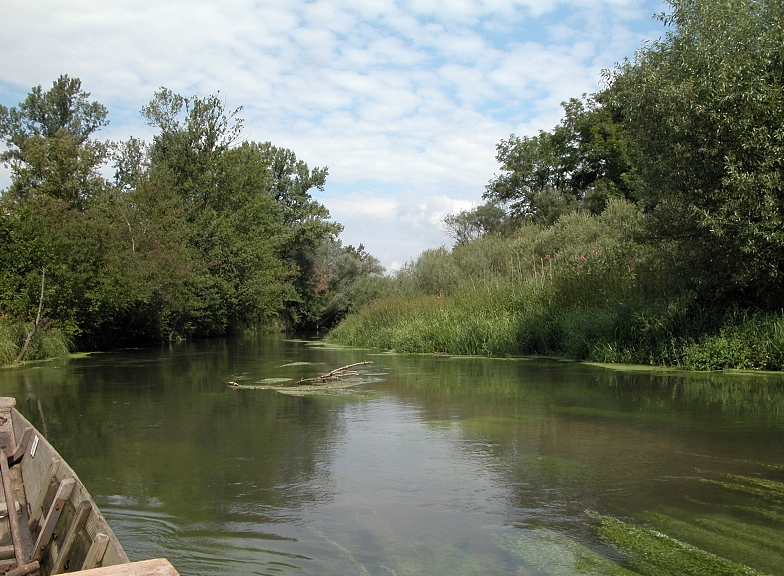
Auf einem Fischerboot

Taubergießen ist als Ausflugsziel nur indirekt mit dem öffentlichen Nahverkehr erreichbar. Ein zentraler Anlaufpunkt ist das ausgeschilderte, ehemalige Zollhaus (Lage) bei Kappel an der L 103. Es liegt am Rheinufer nahe dem Schiffsanleger zur kostenlosen Rheinfähre nach Rhinau. Es ist zugleich eine Informationsstelle für das Naturschutzgebiet mit einem angegliederten Parkplatz. Weitere Zugangspunkte mit Parkmöglichkeiten sind die Saukopfbrücke, die Zuckerbrücke (Lage) und im Süden die Fischtreppe.

### Wandern und Radfahren
Ausgangspunkt Zollhaus:
- Schmetterlingsweg (Rundweg mit einer Länge ca. 2 km)
- Orchideenweg (Rundweg mit einer Länge von 6,5 km. Einstieg bei Abzweigung am Schmetterlingsweg)
- 2019 gesperrt: Kormoranweg (Rundweg mit einer Länge 6 km. Einstieg bei Abzweigung am Schmetterlingsweg)

Ausgangspunkt Zuckerbrücke:
- Eisvogelroute (Rundweg mit einer Länge ca. 3 km.)
- Durch die Rheinmatten (Rundweg mit einer Länge ca. 5 km)
- Blaues Loch (Rundweg mit einer Länge ca. 7 km)
- Schlammsammler Route (Rundweg mit einer Länge ca. 7 km)
- Sumpfbiber Route (Rundweg mit einer Länge ca. 13 km)

Ausgangspunkt Parkplatz am Schützenhaus bei Niederhausen:
- Gießenweg (Rundweg mit einer Länge von 3,5 und 8 km.)

### Bootsfahrten
Bootsfahrten sind auf einer von 8 bis 20 Uhr freigegebenen Strecke von Süden nach Norden möglich (Länge ca. 15 km, auch in Teilabschnitten). Der Großteil der Gewässer ist jedoch ganzjährig für Wasserfahrzeuge jeder Art gesperrt. Zusätzlich besteht die Möglichkeit, das Gebiet in traditionellen Fischerbooten unter fachkundiger Führung zu entdecken.